# Colli Euganei Chardonnay spumante
Il Colli Euganei Chardonnay spumante è un vino DOC la cui produzione è consentita nella provincia di Padova.

## Caratteristiche organolettiche
- colore: paglierino
- odore: gradevole, caratteristico, delicato
- sapore: secco, talvolta abboccato

## Produzione
Provincia, stagione, volume in ettolitri
- nessun dato disponibile